# بوریتو (صبحانه)

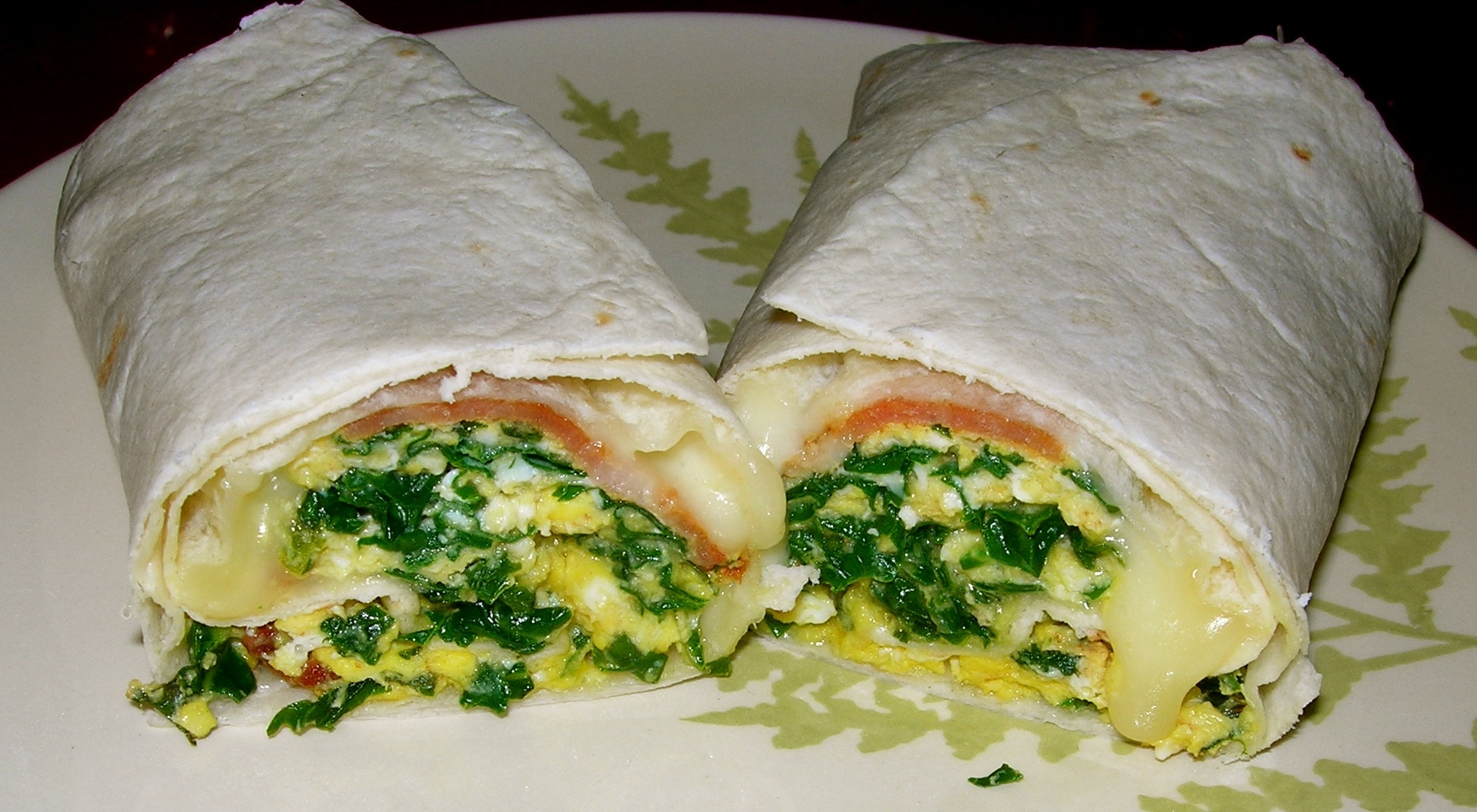
یک بوریتو صبحانه که با پنیر، بیکن، کلم پیچ و مواد دیگر تهیه شده‌است

بوریتو صبحانه، که گاهی به عنوان ساندویچ صبحانه در خارج از جنوب غربی آمریکا شناخته می‌شود، نوعی صبحانه آمریکایی است که از اقلام صبحانه پیچیده شده در داخل یک تورتیلای آردی بوریتو تشکیل شده‌است. این سبک در چندین غذای منطقه‌ای آمریکایی ابداع و رایج شد، که مهم‌ترین آن‌ها در غذاهای نیومکزیکو سرچشمه می‌گیرد و فراتر از غذاهای جنوب غربی ایالات متحده و همسایه تکس مکس گسترش یافته‌است. بوریتوهای صبحانه به سبک جنوب غربی ممکن است شامل هر ترکیبی از تخم مرغ، سیب زمینی، پنیر، فلفل (معمولاً چیلی نیومکزیکو، هالاپینو، یا فلفل‌های چیلی دیگر)، سالسا، پیاز، چوریزو، بیکن یا خامه ترش باشد.
برخی از رستوران‌های فست فود مانند برگر کینگ، دانکن دوناتس، مک دونالد و تاکو بل بوریتو صبحانه می‌فروشند. بوریتو صبحانه یک غذای خیابانی تیز هست.

## تاریخچه
تیا سوفیا، یک غذاخوری نیومکزیکویی در سانتافه، ادعا می‌کند که برای اولین بار از واژه "بوریتو صبحانه " در منوی غذا در سال ۱۹۷۵ استفاده شده‌است، اگرچه یک تورتیلای رول شده حاوی ترکیبی از تخم مرغ، بیکن، سیب زمینی و پنیر در غذاهای نیومکزیکو وجود داشت. خیلی قبل از آن غول فست فود مک دونالد نسخه خود را در اواخر دهه ۱۹۸۰ معرفی کرد، و در دهه ۱۹۹۰، رستوران‌های فست فود بیشتری به این سبک گرایش پیدا کردند، با Sonic Drive-In، هاردیز، و کارلز جونیور. که در منوی خود، بوریتوهای صبحانه ارائه می‌کردند. در سال ۲۰۱۴، تاکو بل منوی صبحانه خود را راه اندازی کرد که شامل بوریتوهای صبحانه بود.

## آماده‌سازی
بوریتو صبحانه را می‌توان با مواد پرکننده بی شماری مانند تخم مرغ، ژامبون، پنیر، پیاز، فلفل، بیکن، بیکن کانادایی، سیب زمینی، سوسیس، آووکادو، گوجه فرنگی، اسفناج، لوبیا، زیتون و سایر مواد تهیه کرد. در نیومکزیکو اغلب به صورت «خفه‌شده» (پوشانده شده با سس چیلی)، یا «دستی» (با سس چیلی یا چیلی سبز خرد شده در داخل) سرو می‌شود.